# Brazza's zwaluw
Brazza's zwaluw (Phedinopsis brazzae synoniem: Phedina brazzae) is een zangvogel uit de familie Hirundinidae (zwaluwen). Deze vogel is genoemd naar zijn ontdekker, de Italiaanse ontdekkingsreiziger en natuuronderzoeker Jacques Savorgnan de Brazza (1859-1888).

## Verspreiding en leefgebied
Deze soort komt voor langs rivieren van zuidwestelijk Congo-Kinshasa en noordoostelijk Angola.

## Status
De grootte van de populatie is niet gekwantificeerd maar de soort wordt omschreven als schaars en plaatselijk. Op de Rode lijst van de IUCN heeft deze soort de status niet bedreigd.